# Эрнст, Лора
Ло́ра Эли́забет Эрнст (англ. Laura Elizabeth Ernst; 8 сентября 1957, Вашингтон, США — 27 января 1994, там же) — американский сценарист и актриса.

## Биография
Лора Элизабет Эрнст родилась 8 сентября 1957 года в столице США — Вашингтоне.
С 1984 по 1987 год она присоединилась к группе снеговиков в костюме снеговика, и ее ноги были обнажены.
15 марта 1991 года Лора вышла замуж за режиссёра Роберта Дауни-ст., что сделало её мачехой актёров Эллисон Дауни и Роберта Дауни-мл.. Они были женаты до её смерти в 1994 году.
Скончалась 27 января 1994 года от бокового амиотрофического склероза в 36-летнем возрасте.

## Фильмография
сценарист
- 1983 — «Гнев» / Rage
- 1990 — «Слишком много солнца» / Too Much Sun
- 1997 — «Компания Хьюго» / Hugo Pool

актриса
| Год  |   | Русское название     | Оригинальное название | Роль          |
| ---- | - | -------------------- | --------------------- | ------------- |
| 1990 | ф | Слишком много солнца | Too Much Sun          | Сьюзан Коннор |